# Študlov (Svitavyi járás)
Študlov település Csehországban, a Svitavyi járásban. Študlov Stvolová, Chrastavec, Prostřední Poříčí, Vítějeves, Rozhraní és Horní Poříčí településekkel határos. Lakosainak száma 108 fő (2024. január 1.).

## Népesség
A település lakosságának változását az alábbi diagram mutatja:
| Lakosok száma | 221  | 259  | 307  | 229  | 186  | 157  | 117  | 112  | 100  | 108  |
|               | 1869 | 1890 | 1921 | 1950 | 1980 | 2001 | 2017 | 2019 | 2022 | 2024 |